# Шталхофен ам Визензе
Шталхофен ам Визензе (њем. Stahlhofen am Wiesensee) општина је у њемачкој савезној држави Рајна-Палатинат. Једно је од 192 општинска средишта округа Вестервалд. Према процјени из 2010. у општини је живјело 326 становника. Посједује регионалну шифру (AGS) 7143293.

## Географски и демографски подаци
Шталхофен ам Визензе се налази у савезној држави Рајна-Палатинат у округу Вестервалд. Општина се налази на надморској висини од 430 метара. Површина општине износи 2,4 km². У самом мјесту је, према процјени из 2010. године, живјело 326 становника. Просјечна густина становништва износи 135 становника/km².